# 臺南市捷運工程處
臺南市捷運工程處，為中華民國臺南市政府所屬二級機關，2017年11月24日成立，隸屬臺南市政府交通局，專門負責規劃臺南都會區大眾捷運系統。

## 沿革
2017年11月24日臺南市政府交通局成立「臺南市捷運工程處籌備處」，2018年10月22日正式成立「臺南市捷運工程處」。

## 歷任處長
| 任次 | 處長   | 任期時間               |
| ---- | ------ | ---------------------- |
| 1    | 秦繼孔 | 2018年10月22日－2020年 |
| 2    | 呂獎慧 | 2020年－2025年7月2日   |
| 代理 | 吳俁之 | 2025年7月3日－現任     |

## 外部連結
- 臺南市政府交通局捷運工程處 （页面存档备份，存于）（繁體中文）